# Central European Journal of Mathematics
Central European Journal of Mathematics je recenzovaný vědecký časopis zabývající se všemi oblastmi matematiky. Vychází jednou za dva měsíce. Byl založen v roce 2003 a je vydáván společností Versita ve spolupráci se Springer-Verlag GmbH.

## Abstrakty a indexace
Časopis je zahrnut v následujících databázích: Science Citation Index Expanded, Current Contents/Physical, Chemical & Earth Sciences (CC/PC&ES), Mathematical Reviews, Zentralblatt MATH a Scopus. Podle Journal Citation Reports získal časopis v roce 2010 impaktní faktor 0.581.

## Vedoucí redaktoři
Časopis byl řízen následujícími vedoucími redaktory:
- Andrzej Białynicki-Birula (Varšavská univerzita, Polsko) (2003 - 2004)
- Grigory Margulis (Yale University, USA) (2004 - 2009)
- Fedor Bogomolov (Courant Institute of Mathematical Sciences, USA) (2009 - do současnosti)